# Anjad
Anjad è una suddivisione dell'India, classificata come nagar panchayat, di 22.890 abitanti, situata nel distretto di Barwani, nello stato federato del Madhya Pradesh. In base al numero di abitanti la città rientra nella classe III (da 20.000 a 49.999 persone).

## Geografia fisica
La città è situata a 22° 1' 60 N e 75° 2' 60 E e ha un'altitudine di 150 m s.l.m..

## Società

### Evoluzione demografica
Al censimento del 2001 la popolazione di Anjad assommava a 22.890 persone, delle quali 11.668 maschi e 11.222 femmine. I bambini di età inferiore o uguale ai sei anni assommavano a 3.747, dei quali 1.889 maschi e 1.858 femmine. Infine, coloro che erano in grado di saper almeno leggere e scrivere erano 13.506, dei quali 7.888 maschi e 5.618 femmine.